# Riba de Saelices (kommunhuvudort)
Riba de Saelices är en kommunhuvudort i Spanien.   Den ligger i provinsen Provincia de Guadalajara och regionen Kastilien-La Mancha, i den centrala delen av landet, 130 km öster om huvudstaden Madrid. Riba de Saelices ligger 984 meter över havet och antalet invånare är 177.
Terrängen runt Riba de Saelices är huvudsakligen kuperad, men åt sydväst är den platt. Riba de Saelices ligger nere i en dal. Runt Riba de Saelices är det mycket glesbefolkat, med 2 invånare per kvadratkilometer. Närmaste större samhälle är Alcolea del Pinar, 19,8 km nordväst om Riba de Saelices. 